# Pfarr- und Wallfahrtskirche Unterhöflein

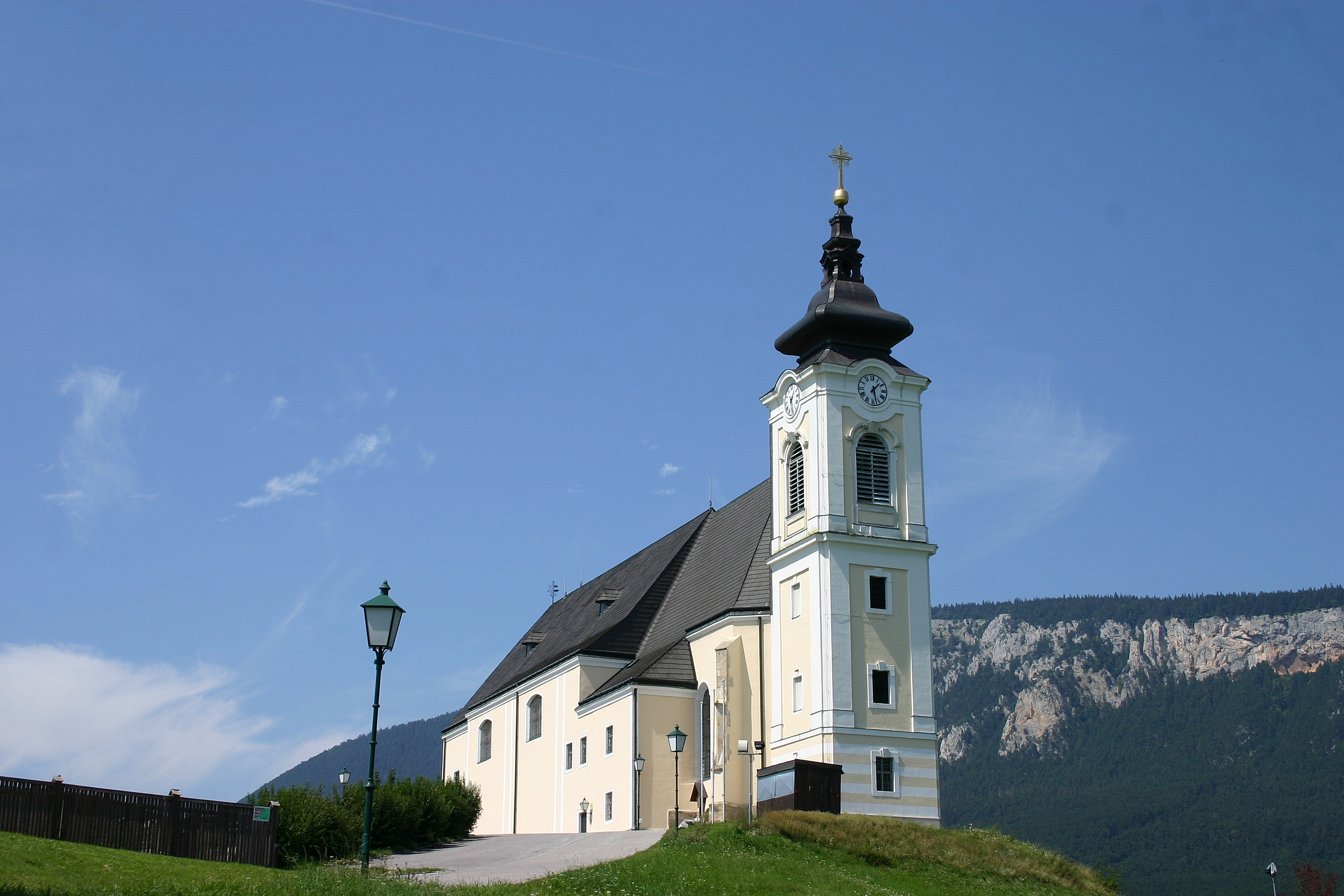
Wallfahrtskirche Maria Kirchbüchl in Unterhöflein

Die römisch-katholische Pfarr- und Wallfahrtskirche Unterhöflein steht erhöht und weithin sichtbar im Ort Unterhöflein in der Gemeinde Höflein an der Hohen Wand in Niederösterreich. Die Pfarrkirche Mariä Geburt und Wallfahrtskirche Maria Kirchbüchl, dem Stift Heiligenkreuz inkorporiert, gehört zum Dekanat Neunkirchen in der Erzdiözese Wien. Die Kirche steht unter Denkmalschutz.

## Geschichte
Die für 1443 angenommene Kapelle als heutiger Chor wurde urkundlich 1468 mit Kaiser Friedrich III. dem von ihm gegründeten Georgsritterorden übergeben. Nach der Auflösung des Ordens (1600) ging die Kapelle an das Jesuitenkollegium in Graz und mit 1608 an das Stift Neukloster in Wiener Neustadt. Um 1710 erfolgte aufgrund der wachsenden Wallfahrt eine Erweiterung der Kirche nach Westen. Von 1747 bis 1749 erfolgte unter dem Abt Joseph Stübicher (Stibicher) ein Abbruch der ersten Erweiterung und eine endgültige Vergrößerung der Kirche und eine Barockisierung des Chores. 1751 wurde das Gnadenbild Unsere Liebe Frau auf der Säule in den Hochaltarbereich versetzt und neu geweiht. 1761 wurde die Kirche der Pfarre Rothengrub zugewiesen. Nach einer Entweihung der Pfarrkirche hl. Thomas in Rothengrub (1783) wurde die Wallfahrtskirche zur Pfarrkirche erhoben. 1881 wurde die Kirche mit dem Stift Neukloster dem Stift Heiligenkreuz inkorporiert. Schwere Sturmschäden führten 1976 zu einem Einsturz des Dachstuhles.

## Architektur
Kirchenäußeres

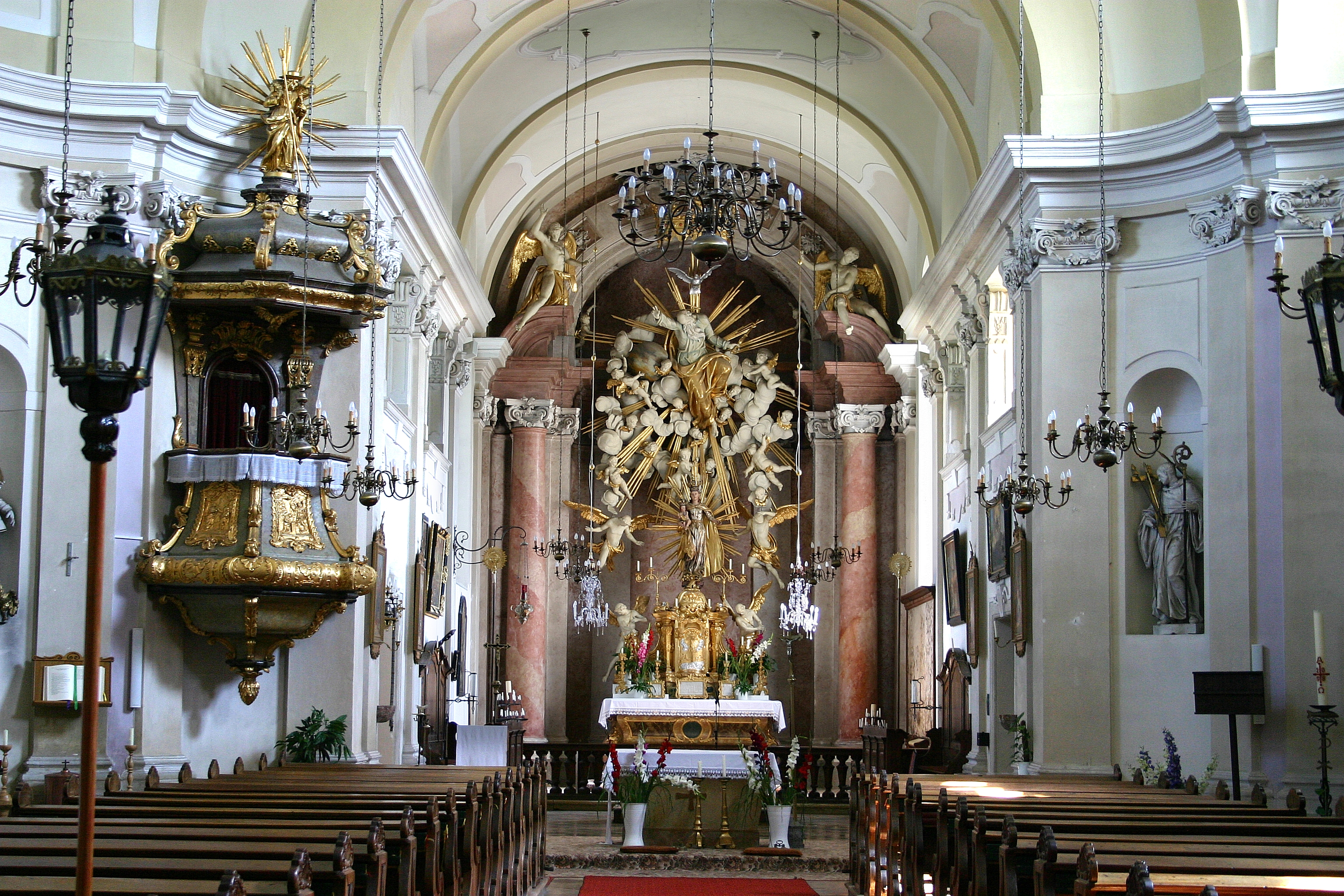
Innenansicht der Wallfahrtskirche Maria Kirchbüchl in Unterhöflein

Das große Langhaus hat eine mit gemalten Bändern gegliederte Fassade, die Westfront ist mit Holz geschindelt. Das westlichste Langhausjoch mit Rechteckfenstern unter einem Schopfwalm ist eingezogen, die zwei östlichen Langhausjoche unter einem Satteldach haben hoch eingesetzte Segmentbogenfenster. Der eingezogene Chor unter einem Satteldach mit geringfügig niedrigerem First ist die ursprüngliche Kapelle aus dem 2. Drittel des 15. Jahrhunderts und hat zwei hohe Rundbogenfenster und zwei übereck gestellte zweifach abgetreppte Strebepfeiler. Der viergeschoßige vergleichsweise zierliche Turm ist dem Chorhaupt vorgestellt und hat eine gedrückte Zwiebelhaube mit einer hohen Laterne, Rechteckfenster und ein hohes Schallgeschoß mit Rundbogenschallfenstern. Der Turm ist mit Putzbändern und Putzplatten reich gegliedert. Dem Chor angebaut sind zwei flankierende zweigeschoßige Sakristeien und Oratorien unter Walmdächern in Linie mit dem Satteldach des Chores. An der Westfront ist ein kleiner Anbau als Windfang unter einem Walmdach. Die Rechteckportale haben noch die original beschlagenen Türblätter aus der Mitte des 18. Jahrhunderts.
Kircheninneres
Die zwei östlichen Langhausjoche sind quergestellt unter einem Platzlgewölbe über Gurtbögen. Die Joche erzeugen eine querovale Raumwirkung durch seitliche flache Nischen unter Halbkuppeln. Der Saalraum hat ionische Pilaster bzw. in Doppelgurtbogen überleitende Doppelpilaster und ein umlaufendes reich profiliertes und in den Nischen über den Seitenaltären ein rundbogig aufgegiebeltes Gebälk. Das vorhallenartige eingezogene wesentlich schmälere westliche Emporenjoch hat ein Platzlgewölbe mit links in das Mauerwerk integrierter Spindeltreppe zur Empore bzw. rechts zu einem integrierten Nebenraum. Die Empore ist platzlunterwölbt und mit weiten Segmentbögen zum Saalraum geöffnet. Der rundbogige Triumphbogen zeigt eine stuckgerahmte girlandenverzierte Kartusche mit 1749. Der platzlgewölbte Chor übernahm durch Überarbeitung die Wandgliederung des Langhauses. Der Fünfachtelschluss wird vom Hochaltar eingenommen. Der Chor hat oben stuckgerahmte Oratoriumsfenster und seitlich Rechteckportale zu kurzen Gängen mit Zugang zu den Sakristeien und über Spindeltreppen zu Oratorien und Dachstuhl. Den ursprünglichen Stuck der Kirche schuf Matthäus Wimmer.
Die genaue Vermessung der Kirchenachse zeigte, dass sich diese Achse am Sonnenaufgang am Patroziniumstag Maria Lichtmess, den 2. Februar, orientiert.

## Ausstattung
Der monumentale Hochaltar – in den Chorschluss eingepasst – führt mit ionischen Rundsäulen die architektonische Gliederung im Altaraufbau weiter. Über einem reich profiliertes Gebälk hat er rundbogige Giebelsegmente mit Engelsfiguren und ist triumphbogenartig mit breiten Rundbogen mit stuckdekorierten Kassettenfeldern verbunden. Im Zentrum des Altares steht das Gnadenbild Unsere Liebe Frau auf der Säule, eine Madonnafigur aus der 1. Hälfte des 17. Jahrhunderts, die Kronen wurden in der Mitte des 18. Jahrhunderts ergänzt, diese überhöht mit der Figurengruppe Gottvater und Heilig-Geist-Taube. Der frei stehende sarkophagförmige Altartisch trägt einen Tabernakel flankiert von knienden Engeln. Die Glorie, den Tabernakel und die Figuren schuf Josef Maurer (1748).
Eine bemerkenswerte Orgel baute Johann Hencke (1750). Eine Glocke goss Josef Schweiger (1797). Ein Kerzenleuchter mit dem Wappen Abt Benedikt Hell (1729–1746) wurde 1878 aus dem Schloss Strelzhof hierher übertragen.